# Філософія гірництва
Філософія гірництва - одна з найважливіших складових філософії техніки, що здійснює пошук шляхів та напрямків управління технічним прогресом у гірничих галузях на принципах моральної відповідальності, гуманістичних цінностей та екологічної безпеки. Досліджує низку важливих проблем взаємодії гірництва з природним середовищем, культурною та соціальною сферами життєдіяльності суспільства. Серед основних напрямків досліджень можна виділити: визначення витоків гірничотехнічної діяльності й суті самої техніки; вплив гірничо-металургійної діяльності на становлення науки; наслідки змін природного середовища, викликаних масштабними гірничими роботами (зокрема екологічні чинники та проблема вичерпання мінеральних ресурсів); відношення гірничої діяльності до інших феноменів культури (в тому числі зв’язок з політикою, фінансовою системою, соціальними перетвореннями тощо); формування міфів, вірувань, традицій гірників та їх вплив на мотивацію гірничої діяльності. Філософія гірництва тісно пов’язана з історією гірничої справи й загальною історією науки і техніки. 